# Tennessee whiskey

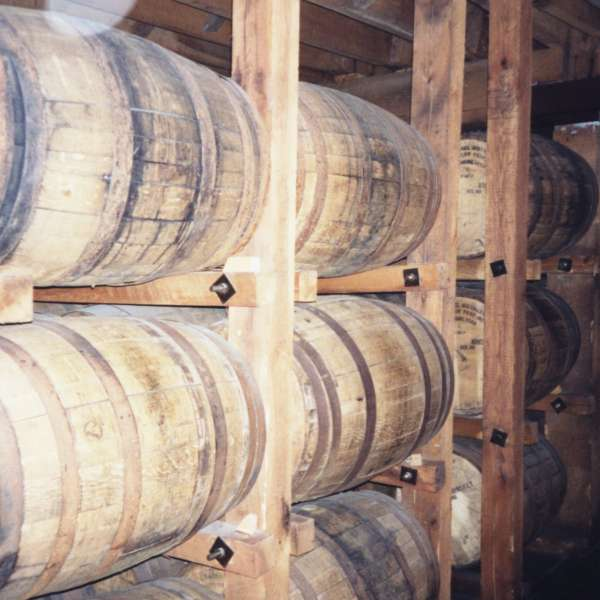
Whiskey envellint a Jack Daniel's

Tennessee whiskey o Tennessee whisky és una denominació protegida per a un whisky de tipus americà amb un procés de filtratge anomenat Lincoln County Process, on el whiskey es filtra a través d'una capa fina de carbó vegetal d'auró abans de ser posat en bòtes per envellir. Aquest pas dona a aquest whiskey un sabor distintiu.
Hi ha dues marques principals de Tennessee whiskey al mercat: Jack Daniel's i George Dickel.